# Disargus striatus
Disargus striatus är en mångfotingart som först beskrevs av Pocock 1890.  Disargus striatus ingår i släktet Disargus, ordningen jordkrypare, klassen enkelfotingar, fylumet leddjur och riket djur. Inga underarter finns listade i Catalogue of Life.